# Aeroportul Lansdowne House
Aeroportul Lansdowne House (IATA: YLH, ICAO: CYLH) este un aeroport din Ontario, Canada.
Situat la o altitudine de 254 m, aeroportul dispune de 1 pistă. Este operat de Government of Ontario⁠(d).

## Infrastructură

### Piste
Aeroportul dispune de o singură pistă. Pista are orientarea 08/26. 